# Gebra Maskal Lalibela

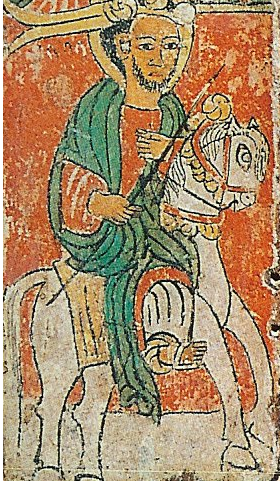
Gebra Maskal Lalibela, Äthiopisches Ikon IESMus3450, 15. Jahrhundert

Gebra Maskal Lalibela (äthiop. ገብረ መስቀል ላሊበላ, auch einfach nur Lalibela, ላሊበላ, * 1162 in Adefa oder Roha) war von 1181 bis 1221 Negus Negest (Kaiser) von Äthiopien. Er wird von der Äthiopischen Kirche als Heiliger verehrt. 

## Leben
Gebra Maskal war ein Mitglied der Zagwe-Dynastie. Sein Beiname Lalibela bedeutet „der von den Bienen Erkorene“ und der Legende nach soll er bereits in seiner Wiege friedlich von Bienen umschwärmt worden sein, was als Zeichen seiner späteren Herrschaft gedeutet wurde. Taddesse Tamrat zufolge war er der Sohn von Jan Seyum und Bruder von Kedus Harbe. Einer Überlieferung nach begab er sich aufgrund der Feindschaft mit seinem Onkel Tatadim und seinem Bruder, König Kedus Harbe, ins Exil. Seine Halbschwester soll ihn beinah durch Gift umgebracht haben. Da Lalibela zu Lebzeiten seines Bruders an die Macht gelangte, glaubt Taddesse Tamrat, dass ihm dies mittels Waffengewalt gelang.
Dieser Kaiser ist bekannt für die Felsenkirchen in Lalibela, die er angeblich entweder selbst baute oder in Auftrag gab. Es gibt heute keinerlei Berichte, über den Bau seiner 11 Felsenkirchen in Lalibela. Die später entstandene Hagiographie des Königs, Gadla Lalibela, gibt an, dass er diese Kirchen selbst aus dem Stein schnitzte und dabei lediglich durch Engel unterstützt wurde.
Über seine Haupt-Königin, Masqal Kibra, ist einiges bekannt. Sie bewegte Abuna Mikael dazu, ihren Bruder Hirun zum Bischof zu ernennen. Einige Jahre darauf verließ der Abuna Äthiopien, ging nach Ägypten und klagte, dass Hirun sein Amt widerrechtlich erlangt hatte. Einer anderen Überlieferung zufolge, überzeugte sie den König Lalibela zugunsten seines Neffen Na’akueto La’ab abzutreten; nach 18 Monaten schlechter Herrschaft, bat sie Lalibela jedoch, wieder auf den Thron zurückzukehren. Taddesse Tamrat vermutet, dass das Ende der Herrschaft Lalibelas sich in Wirklichkeit nicht so freundlich gestaltete. Er glaubt, dass diese Überlieferung einen kurzen Zeitraum verdecken soll, in dem Na’akueto La’ab die Macht an sich riss. Dessen Herrschaft wurde durch Lalibelas Sohn Yetbarak beendet.
Der Bau einer der Felsenkirchen, Bet Aba Libanos, wurde als Gedenkstätte für Lalibela nach dessen Tod durch Masqal Kibra in Auftrag gegeben.
Im Gegensatz zu den übrigen Zagwe-Königen ist ein beträchtlicher Anteil Schriftstücke über seine Herrschaft erhalten geblieben, darunter die Gadla Lalibela. Um 1210 besuchte eine Gesandtschaft des Patriarchen von Alexandrien seinen Hof und hinterließ einen Bericht über ihn, Na’akueto La’ab sowie Yetbarak. Der italienische Gelehrte Carlo Conti Rossini hat mehrere der aus seiner Herrschaft erhalten gebliebenen Landbewilligungen herausgegeben.